# Pietro Vierchowod
Pietro Vierchowod (* 6. dubna 1959, Calcinate, Itálie) je bývalý italský fotbalový obránce a trenér
Je považován za jednoho z největších italských středních obránců všech dob. Za svou šestadvacetiletou kariéru získal celkem 10 klubových trofejí. Tu nejcennější získal na sklonku kariéry, když hrál za Juventus, vyhrál LM 1995/96. V Nejvyšší lize odehrál 562 utkání.
S reprezentaci byl na třech šampionátů MS s nimiž v roce 1982 vyhrál zlato.
Po fotbalové kariéře se stal trenérem. Vedl Catanii i Florentia Violu. Také měl dvě angažmá v zahraničí. V maďarském Honvédu a v albánské Kamze.

## Klubová kariéra

### Como, Fiorentina a Řím
Od roku 1976 se stal hráčem v Coma, se kterým postoupil ze třetí až do nejvyšší ligy. První zápas nejvyšší lize odehrál ve věku 20 let a na konci sezony přispěl k záchraně klubu v lize. V roce 1981 jej koupila Sampdoria, která hrála ve druhé lize. První dva roky působil na hostování. Nejprve ve Fiorentině, se kterým bojoval do posledního kola o titul v sezoně 1981/82 a o rok později v Římě se kterým hrál prvně evropské poháry a navíc vybojoval první titul (1982/83). To mu vyneslo vítězství v anketě Guerin d'oro.

### Sampdoria
I když nechtěl opouštět vlky, díky osobnosti prezidenta klubu Dorie Paola Mantovaniho se nakonec stal součástí klubu.  Dres Dorie nosil dvanáct let a za tuhle dobu slavil mnoho úspěchů. První trofej získal v sezoně 1984/85 když vyhrál Italský pohár. V roce 1986 přišel trenér Vujadin Boškov a spolu se spoluhráči Viallim a Mancinim vytvořil pevnou partu. Další vítězství v italském poháru zaznamenal v sezonách 1987/88 a 1988/89. První vítěznou evropskou trofej pozvedl nad hlavou v sezoně 1989/90. Byl to pohár PVP. Sezona 1990/91 byla další skvěle odehraná. S klubem získal první zisk titulu v historii. V následující sezoně si zahrál finále Ligy mistrů, ale byl poražen Barcelonou. Do roku 1995 s klubem ještě vyhrál jeden Italský pohár (1993/94) a dva italské superpoháry (1991, 1995. Celkem za Sampdoriu odehrál 493 utkání a vstřelil 39 branek.

### Juventus a Milán
V roce 1995 ve věku 36 let , přestoupil za 500 milionů lir do Juventusu. Spolu s ním šli i spoluhráči Attilio Lombardo a Vladimir Jugović. S klubem získal nejcennější evropskou trofej. V sezoně 1995/96 získal ušatý pohár když nastoupil od první minuty proti Ajaxu. Po sezoně se rozhodl s klubem neprodloužit smlouvu. V následující sezonu měl odehrát v Perugii, jenže po neshodách s trenérem nakonec smlouvu rozvázal.
V Miláně se zranil kapitán Franco Baresi a jeho činovníci zavolali Pietrovi. Ten smlouvu podepsal, ale velkou radost neudělal. Klub obsadil až 11. místo v lize a on v nich odehrál 16 utkání.

### Piacenza
Po ukončení smlouvy s Milánem se rozhodl prodloužit si kariéru v Piacenze. Působil tady tři roky a všech 79 utkání u nich odehrál v nejvyšší lize. Jeho brankou se v sezoně 1998/99 klub zachránil v posledním kole v soutěži, ale v následující sezoně již klub sestoupil a on se ve věku 41 let rozhodl ukončit kariéru.
V nejvyšší lize odehrál 562 utkání, je na 7. místě v historické tabulky. Když vstřelil svou poslední branku, je ve věku 40 let a 47 dní čtvrtým nejstarším fotbalistou co vstřelil branku v nejvyšší lize.

## Hráčská statistika
| Sezóna  | Klub       | Liga     | Liga   | Liga | Ligové poháry | Ligové poháry | Ligové poháry | Kontinentální poháry | Kontinentální poháry | Kontinentální poháry | Celkem | Celkem |
| Sezóna  | Klub       | Soutěž   | Zápasy | Góly | Soutěž        | Zápasy        | Góly          | Soutěž               | Zápasy               | Góly                 | Zápasy | Góly   |
| ------- | ---------- | -------- | ------ | ---- | ------------- | ------------- | ------------- | -------------------- | -------------------- | -------------------- | ------ | ------ |
| 1975/76 | Romanese   | Serie D  | 3      | 0    | -             | 0             | 0             | -                    | 0                    | 0                    | 3      | 0      |
| 1976/77 | Como       | Serie B  | 0      | 0    | IP            | 0             | 0             | -                    | 0                    | 0                    | 0      | 0      |
| 1977/78 | Como       | Serie B  | 16     | 0    | IP            | 0             | 0             | -                    | 0                    | 0                    | 16     | 0      |
| 1978/79 | Como       | Serie C1 | 34     | 3    | -             | 0             | 0             | -                    | 0                    | 0                    | 34     | 3      |
| 1979/80 | Como       | Serie B  | 35     | 1    | IP            | 4             | 0             | -                    | 0                    | 0                    | 39     | 1      |
| 1980/81 | Como       | Serie A  | 30     | 2    | IP            | 4             | 0             | Stř.P                | 5                    | 2                    | 39     | 4      |
| 1981/82 | Fiorentina | Serie A  | 28     | 2    | IP            | 6             | 0             | -                    | 0                    | 0                    | 34     | 2      |
| 1982/83 | Řím        | Serie A  | 30     | 0    | IP            | 5             | 0             | UEFA                 | 8                    | 0                    | 43     | 0      |
| 1983/84 | Sampdoria  | Serie A  | 30     | 2    | IP            | 8             | 0             | -                    | 0                    | 0                    | 38     | 2      |
| 1984/85 | Sampdoria  | Serie A  | 29     | 2    | IP            | 12            | 1             | -                    | 0                    | 0                    | 41     | 3      |
| 1985/86 | Sampdoria  | Serie A  | 28     | 1    | IP            | 7             | 0             | PVP                  | 4                    | 0                    | 39     | 1      |
| 1986/87 | Sampdoria  | Serie A  | 29     | 2    | IP            | 2             | 0             | -                    | 0                    | 0                    | 33     | 2      |
| 1987/88 | Sampdoria  | Serie A  | 29     | 5    | IP            | 11            | 2             | -                    | 0                    | 0                    | 40     | 7      |
| 1988/89 | Sampdoria  | Serie A  | 29     | 1    | IP+IS         | 14+1          | 5+0           | PVP                  | 8                    | 1                    | 52     | 7      |
| 1989/90 | Sampdoria  | Serie A  | 32     | 3    | IP+IS         | 3+1           | 0             | PVP                  | 9                    | 2                    | 45     | 5      |
| 1990/91 | Sampdoria  | Serie A  | 30     | 3    | IP            | 10            | 0             | PVP+ES               | 4+1                  | 0                    | 45     | 3      |
| 1991/92 | Sampdoria  | Serie A  | 31     | 1    | IP+IS         | 8+1           | 2+0           | LM                   | 9                    | 0                    | 49     | 3      |
| 1992/93 | Sampdoria  | Serie A  | 29     | 1    | IP            | 1             | 0             | -                    | 0                    | 0                    | 30     | 1      |
| 1993/94 | Sampdoria  | Serie A  | 32     | 3    | IP            | 8             | 1             | -                    | 0                    | 0                    | 40     | 3      |
| 1994/95 | Sampdoria  | Serie A  | 31     | 2    | IP+IS         | 4+1           | 0             | PVP                  | 5                    | 0                    | 41     | 2      |
| 1995/96 | Juventus   | Serie A  | 21     | 2    | IP+IS         | 1+1           | 0             | LM                   | 8                    | 0                    | 31     | 2      |
| 1996    | Perugia    | Serie A  | 0      | 0    | IP            | 0             | 0             | -                    | 0                    | 0                    | 0      | 0      |
| 1996/97 | Milán      | Serie A  | 16     | 1    | IP            | 2             | 0             | -                    | 0                    | 0                    | 18     | 1      |
| 1997/98 | Piacenza   | Serie A  | 29     | 2    | IP            | 1             | 0             | -                    | 0                    | 0                    | 30     | 2      |
| 1998/99 | Piacenza   | Serie A  | 28     | 4    | IP            | 1             | 0             | -                    | 0                    | 0                    | 29     | 4      |
| 1999/00 | Piacenza   | Serie A  | 22     | 0    | IP            | 2             | 0             | -                    | 0                    | 0                    | 24     | 0      |
| Celkem  | Celkem     | Celkem   | 651    | 42   | -             | 129           | 11            | -                    | 61                   | 5                    | 841    | 58     |

## Reprezentační kariéra
Za reprezentaci odehrál 45 utkání a vstřelil 2 branky. První utkání odehrál v 21 letech 6. ledna 1981 proti Nizozemsku (1:1). Poté jej trenér povolal na MS 1982. I když nezasáhl do žádného utkání, domů si odvezl zlatou medaili. Až od října 1983 se stal pevným členem národního týmu. Dostal se i na MS 1986, ve kterém odehrál všechna utkání. Nový trenér Vicini jej poté dlouho vynechával a až v roce 1990 dostává na dva zápasy šanci, protože má skvělou formu z klubu. Trenéra ohromí a ten jej za odměnu nominuje na domácí šampionát v roce 1990. Nastoupil jen na pár minut do dvou zápasů, ale v utkání o 3. místo nastoupil od začátku a pomohl tak k bronzové medaile. První branku vstřelil 22. prosince 1990 proti Kypru (4:0). Druhou branku vstřelil 33 letech, 11 měsících a 18 dnech proti Maltě (6:0) 24. března 1993 a stal se do roku 2019 nejstarším střelcem v národním týmu.
Posledním zápasem bylo proti Švýcarsku (0:1) 1. května 1993. Trenér Arrigo Sacchi jej chtěl vzít na MS 1994 na pozici náhradníka, ale hráč to raději odmítl.

### Statistika na velkých turnajích
| Reprezentace | Rok     | Zápasy                      | Zápasy | Zápasy      | Zápasy           | Zápasy           | Zápasy   |
| Reprezentace | Rok     | Fáze turnaje                | Datum  | Soupeř      | Odehraných minut | Vstřelené branky | Výsledek |
| ------------ | ------- | --------------------------- | ------ | ----------- | ---------------- | ---------------- | -------- |
| Itálie       | MS 1982 | Neodehrál žádné ze 7 utkání |        |             |                  |                  |          |
| Itálie       | MS 1986 | 1. zápas ve skupině A       | 31. 5. | Bulharsko   | 90               | 0                | 1:1      |
| Itálie       | MS 1986 | 2. zápas ve skupině A       | 5. 6.  | Argentina   | 90               | 0                | 1:1      |
| Itálie       | MS 1986 | 3. zápas ve skupině A       | 10. 6. | Jižní Korea | 90               | 0                | 3:2      |
| Itálie       | MS 1986 | čtvrtfinále                 | 17. 6. | Francie     | 90               | 0                | 0:2      |
| Itálie       | MS 1990 | 3. zápas ve skupině         | 19. 6. | ČSSR        | 24               | 0                | 2:0      |
| Itálie       | MS 1990 | Osmifinále                  | 25. 6. | Uruguay     | 11               | 0                | 2:0      |
| Itálie       | MS 1990 | O 3. místo                  | 7. 7.  | Anglie      | 90               | 0                | 2:1      |

## Hráčské úspěchy

### Klubové
- 2× vítěz italské ligy (1982/83, 1990/91)
- 4× vítěz italského poháru (1984/85, 1987/88, 1988/89, 1993/94)
- 2× vítěz italského superpoháru (1991, 1995)
- 1× vítěz Ligy mistrů (1995/96)
- 1× vítěz Poháru PVP (1989/90)

### Reprezentační
- 3× na MS (1982 – zlato, 1986 1990 – bronz)
- 1× na OH (1984)

### Vyznamenání
Řád zásluh o Italskou republiku (1991)

 Zlatý límec za sportovní zásluhy (2017)